# 文峰镇 (陇西县)
文峰镇，是中华人民共和国甘肃省定西市陇西县下辖的一个乡镇级行政单位。

## 行政区划
文峰镇下辖以下地区：
交通社区、开发区社区、站北社区、铁路社区、东铺社区、孙坪村、尉家店村、小湾村、迎春堡村、安家门村、三十铺村、四十铺村、苟家山村、鹅鸭沟村、曲家沟村、蒲兴村、火焰村、三台村、代坪村、三坪村、八盘村、乔门村、张家磨村、黄家门村、荣丰村、汪家坡村、中山村、马家渠村、桦林村、仙家门村、东梁村和彭家山村。